# شة ولي (بهمئي غرمسيري الجنوبي)
شة ولي (بالفارسية: شه ولی) هي قرية تقع في إيران في قسم بهمئي غرمسیري الجنوبي الريفي. يقدر عدد سكانها بـ 25 نسمة .